# チョウ・ユンファ
チョウ・ユンファ（周 潤發、日本語漢字読み:しゅう じゅんはつ）は香港の映画俳優。身長185センチメートル。

## プロフィール

### テレビスターになるまで
1955年、香港新界離島區南丫島（ラマ島）で生まれる。高校を卒業すると家電工場に勤め、生計を立てる。
1973年、友人の勧めにより香港TVBの演劇学校に入る。演劇学校の同期には呉孟達がいる。1974年からTVBのテレビドラマを中心に俳優活動を開始し、1980年、TVB製作のテレビドラマ『上海灘』での演技が話題となり、テレビドラマ俳優としての地位を確立する。
TVB所属俳優としての活動は、映画撮影本数が多くなった1985年迄続いた。

### 映画界へ進出
その後、活躍の場を次第に映画にシフトし、1984年に『風の輝く朝に』でアジア映画祭主演男優賞を受賞。そして1986年の『男たちの挽歌』が大ヒットし、一躍スターとなる（同作品は第6回香港電影金像奨作品賞を受賞）。1986年～1987年の2年間は主演作が合計17本と、まさに「チョウ・ユンファ黄金期」であった。
「亜州影帝」の異名を持ち、尊敬を集め、アジア映画の帝王的存在に。愛称は「發仔」（ファッチャイ）。日本では顔立ちが似ていることから「香港の小林旭」と呼ばれている。
香港電影金像奨では、『男たちの挽歌』（1987年、第6回）、『友は風の彼方に』（1988年、第7回）、『過ぎゆく時の中で』（1990年、第9回）で最優秀主演男優賞を受賞している。また、台湾の金馬奨では、『風の輝く朝に』（1985年、第22回）、『誰かがあなたを愛してる』（1987年、第24回）で最優秀主演男優賞を受賞している。加えて、1989年に公開された『アゲイン/明日への誓い』ではホー役を演じた日本人俳優の時任三郎と共演している。

### 国際派スターへの成長
B型肝炎との闘病などもあって1996年〜1997年の2年間は活動を休止し、翌1998年、『リプレイスメント・キラー』でハリウッド・デビューを果たす。ハードボイルドで硬派な役からコミカルな役柄まで難なくこなす、まさに稀代の俳優と言える。
2000年の映画『グリーン・デスティニー』が北米圏で大きくヒットし、西欧圏でも認知度が高まった。ただ、広東語の話者だから、中国の普通話話者には「発音が酷くて何を言っているか分からない」と酷評された。
ただし、活動休止期間中にシンガポール人の妻と特訓した英語の発音はジャッキー・チェンよりも上手いようで、2000年代ごろまでは中国大陸よりもハリウッドでの活動を重視していた。
かつてコンビを組んできたジョン・ウー（呉宇森）監督の作品『レッドクリフ』について、契約のトラブルで降板することが発表された。このトラブルに関しては両者に意見の食い違いがある。
また、香港撮影学會と沙龍影友協會に所属するプロ写真家としての活動も、広く知られている。2009年3月には香港中央図書館展覧館で、香港撮影学會名誉会長との二人展「香港印象-黄貴権＋周潤發撮影作品展」を開催し、2000年〜2008年に撮り溜めた白黒写真を展覧した。

## 人物
国際的スターとなった今でも、庶民的な生活を好む事が知られている。
ウォーキングやランニングが趣味。
山や街歩きに出掛け、バスやMTRに乗って移動し、街市での買い物や「小食」と呼ばれる店で立ち食いする姿が見られ、市民からの話にも気さくに応じるなどしている。
古巣のTVBが、鳥インフルエンザに関するニュースの取材を鶏を扱う店の前で行っていた時、偶然その場に現れたチョウ・ユンファに対してインタビューを行い、一庶民として答えた姿が放送された事もある。
甲部として知られているが、自分は妻にお小遣いを受けて生活する境遇で、正確な財産は自分も知らないという。それでも死亡時、９９％の財産を社会に寄付すると明らかにした。
2014年香港民主化デモ当時、学生たちの勇気に感心したとし、暴力鎮圧はできないと事実上デモ隊を支持した。
2023年釜山国際映画祭で「アジア映画印象」を受賞した。関連記者会見で中国政府の映画検閲制度に対する不便さを吐露し、中国ネチズンたちの賛否論争を呼んだりもした。

## 出演作

### 映画

#### 1980年代
- チョウ・ユンファINワイルド・ギャンブラー 師爸 (1980)
- 挽歌を吠う狼 執法者 (1981)
- 獣たちの熱い夜 ある帰還兵の記録 胡越的故事 (1981)
- ポストマン・ファイツ・バック/巡城馬 巡城馬 (1982)
- 真夜中のヘッドハンター/殺人の報酬 獵頭 (1983)
- 終わらない愛を探して 花城 (1983)
- 傾城之恋 傾城之戀 (1984)
- 風の輝く朝に 等待黎明 (1984)
- サイキックSFX/魔界戦士 奇縁 (1985)
- チョウ・ユンファの悪霊退治/デビル・バスターズ 靈氣怕人 (1985)
- 夢中人 夢中人 (1986)
- ストーリー・ローズ/恋を追いかけて 玫瑰的故事 (1986)
- 密会 初一十五 (1986)
- 友は風の彼方に 龍虎風雲 (1986)
- 地下情 追いつめられた殺意 地下情 (1986)
- 相続ゲーム 你倩我願 (1986)
- セブンス・カース 原振侠與衛斯理 (1986)
- 殺したい妻たちへ 殺妻二人組 (1986)
- 傷だらけのメロディー 義蓋雲天 (1986)
- 男たちの挽歌 英雄本色 (1986)
- チョウ・ユンファのマカオ極道ブルース 江湖龍虎鬥 (1987)
- プリズン・オン・ファイアー 監獄風雲 (1987)
- ファントム・ブライド/鬼新娘 鬼新娘 (1987)
- 誰かがあなたを愛してる 秋天的童話 (1987)
- 男たちのバッカ(挽歌)野郎 精装追女仔 (1987)
- 男たちの挽歌II 英雄本色2 (1987)
- 愛と復讐の挽歌・野望編 江湖情 (1987)
- 愛と復讐の挽歌 英雄好漢 (1987)
- サイキック・アクション/復讐は夢からはじまる 小生夢驚魂 (1987)
- 僕たちは天使じゃない! 八星報喜 (1988)
- パラダイス・パラダイス 長短脚之戀 (1988)
- チェリー・ブラッサム 郁達夫傳奇 (1988)
- 大丈夫日記 大丈夫日記 (1988)
- タイガー・オン・ザ・ビート 老虎出更 (1988)
- 香港極道 狼仁義 義本無言 (1988)
- 非情の街 義胆紅唇 (1988)
- The Greatest Lover（中国語版） 公子多情 (1988)
- 過ぎゆく時の中で 阿郎的故事 (1989)
- 狼 男たちの挽歌・最終章 喋血雙雄 (1989)
- いつの日かこの愛を 伴我闖天涯 (1989)
- 黒社会 我在黒社會的日子 (1989)
- ゴッド・ギャンブラー 賭神 (1989)
- アゲイン/明日への誓い 英雄本色3夕陽之歌 (1989)

#### 1990年代
- ゴールデン・ガイ 吉星拱照 (1990)
- ゴッド・ギャンブラーII 賭侠 (1990)
- プリズン・オン・ファイアー2 監獄風雲2 逃犯 (1991)
- 狼たちの絆 縦横四海 (1991)
- フル・コンタクト 侠盗高飛 (1992)
- ハード・ボイルド 新・男たちの挽歌 辣手神探 (1992)
- 恋のトラブルメーカー 我愛扭紋柴 (1992)
- フル・ブラッド 花旗少林 (1994)
- ゴッド・ギャンブラー完結編 賭神2 (1994)
- 大陸英雄伝 和平飯店 (1995)
- リプレイスメント・キラー The Replacement Killers  (1998)
- NYPD15分署 The Corruptor (1999)
- アンナと王様 Anna and the King (1999)

#### 2000年代
- グリーン・デスティニー 臥虎藏龍 (2000)
- バレット モンク Bulletproof Monk (2003)
- おばさんのポストモダン生活 姨媽的後現代生活 (2006)（2006年の東京国際映画祭他で上映）
- 王妃の紋章 満城尽帯黄金甲 (2006)
- パイレーツ・オブ・カリビアン/ワールド・エンド Pirates of the Caribbean: At Worlds End (2007)
- チルドレン・オブ・ホァンシー 遥かなる希望の道 The Children ob Huang Shi, 黄石的孩子 (2008)
- DRAGONBALL EVOLUTION Dragonball Evolution (2009)

#### 2010年代
- 孔子の教え 孔子 (2010)
- シャンハイ Shanghai (2010)
- さらば復讐の狼たちよ 譲子弾飛 (2010)
- 赤い星の生まれ 建党偉業 (2011)（2011日本・中国映画週間で上映）
- 曹操暗殺 三国志外伝 銅雀台（2012）
- ラスト・シャンハイ 大上海 (2012)
- モンキー・マジック 孫悟空誕生 西遊記之大鬧天宮 (2014)
- ゴッド・ギャンブラー レジェンド 賭城風雲 (2014)
- 香港、華麗なるオフィス・ライフ 華麗上班族 (2015)
- コールド・ウォー 香港警察 堕ちた正義 寒戦II (2016)
- プロジェクト・グーテンベルク 贋札王 無雙（2018）

### テレビドラマ
- 上海灘 上海灘 (1980)
- カンフーレジェンド 蘇乞児外伝 蘇乞兒 (1982)
- 笑傲江湖 (1984)日本未公開
- 楊家将 楊家将 (1985)

### ゲーム
- ストラングルホールド JOHN WOO PRESENTS STRANGLEHOLD (2007)

### 日本語吹替声優
野島昭生
- 「上海灘」(1980)

磯部勉
- 「男たちの挽歌」(1986)　＊パラマウント版
- 「セブンス・カース」(1986)
- 「男たちの挽歌II」(1987)　＊VHS版（パラマウントDVD＆BD収録）
- 「僕たちは天使じゃない！」(1988)
- 「パラダイス・パラダイス」(1988)
- 「アゲイン 明日への誓い (男たちの挽歌３)」(1989)　＊VHS版（パラマウントDVD＆BD収録）
- 「狼 男たちの挽歌 最終章」(1989)　＊VHS版（パラマウントDVD＆BD収録）
- 「ゴールデン・ガイ」(1991)
- 「狼たちの絆」(1991)
- 「フルコンタクト」(1991)
- 「ゴッド・ギャンブラー 完結編」(1994)　＊VHS版
- 「フル・ブラッド」（1994）
- 「大陸英雄伝」(1995)
- 「NYPD15分署」(1999)　＊VHS＆DVD版
- 「バレットモンク」(2003)　＊テレビ東京版
- 「パイレーツ・オブ・カリビアン／ワールド・エンド」(2007)
- 「DRAGONBALL EVOLUTION」(2009)
- 「シャンハイ」(2010)

玄田哲章
- 「男たちの挽歌」(1986)　＊TBS版

相沢まさき
- 「男たちの挽歌」(1986)　＊カルチュア・パブリッシャーズ版
- 「男たちの挽歌II」(1987)　＊カルチュア・パブリッシャーズ版
- 「アゲイン 明日への誓い (男たちの挽歌３)」(1989)　＊カルチュア・パブリッシャーズ版
- 「狼 男たちの挽歌 最終章」(1989)　＊カルチュア・パブリッシャーズ版
- 「ラスト・シャンハイ」(2012)

大塚芳忠
- 「殺したい妻たちへ」(1986)
- 「誰かがあなたを愛してる」(1987)
- 「ハードボイルド 新・男たちの挽歌」(1992)　＊フジテレビ版
- 「恋のトラブルメーカー」(1993)

津嘉山正種
- 「友は風の彼方に」(1986)
- 「男たちの挽歌II」(1987)　＊TBS版
- 「いつの日かこの愛を」(1989)

渡辺正行
- 「大丈夫日記」(1988)

小川真司
- 「香港極道 狼仁義」(1988)
- 「アンナと王様」(1999)　＊VHS＆DVD版

井上和彦
- 「ゴッド・ギャンブラー」(1989)　＊VHS版

大川透
- 「ゴッド・ギャンブラー」(1989)　＊DVD版
- 「ゴッド・ギャンブラーII」(1990)　＊DVD版
- 「ゴッド・ギャンブラー 完結編」(1994)　＊DVD版

屋良有作
- 「過ぎゆく時の中で」(1989)

江原正士
- 「ハードボイルド 新・男たちの挽歌」(1992)　＊VHS版（パラマウントDVD＆BD収録）

大塚明夫
- 「リプレイスメント・キラー」(1998)
- 「グリーン・デスティニー」(2000)　＊VHS＆DVD版

山路和弘
- 「NYPD15分署」(1999)　＊テレビ朝日版

田中秀幸
- 「アンナと王様」(1999)　＊テレビ東京版

菅生隆之
- 「グリーン・デスティニー」(2000)　＊テレビ朝日版

寺杣昌紀
- 「バレットモンク」(2003)　＊VHS＆DVD版

小山力也
- 「王妃の紋章」(2006)

古澤徹
- 「チルドレン・オブ・ホァンシー 遥かなる希望の道」(2008)

土師孝也
- 「孔子の教え」(2010)

## 著書
- 『Moving Pictures』（2008年） - 写真家としてのデビュー作品集